# صوفيا أغيار
صوفيا أغيار (بالإنجليزية: Sophia Aguiar)‏ هي راقصة أمريكية، ولدت في 5 أغسطس 1988 في ميامي في الولايات المتحدة.